# 19e parallèle sud
Pour les articles homonymes, voir 19e parallèle.
En géographie, le 19e parallèle sud est le parallèle joignant les points de la surface de la Terre dont la latitude est égale à 19° sud.

## Géographie

### Dimensions
Dans le système géodésique WGS 84, au niveau de 19° de latitude sud, un degré de longitude équivaut à 105,292 km ; la longueur totale du parallèle est donc de 37 905 km, soit environ 95 % de celle de l'équateur. Il en est distant de 2 102 km et du pôle Sud de 7 900 km,.

### Régions traversées
Le 19e parallèle sud passe au-dessus des océans sur environ 77 % de sa longueur. Du point de vue des terres émergées, il traverse l'Afrique (Namibie, Botswana, Zimbabwe, Mozambique), Madagascar, l'Australie, Fidji, Niué et l'Amérique du Sud (Chili, Bolivie, Brésil).
Le tableau ci-dessous résume les différentes zones traversées par le parallèle, d'ouest en est :
| Zone             | Début                 | Fin                   | Longueur (km) |
| ---------------- | --------------------- | --------------------- | ------------- |
| Océan Atlantique | 19° 00′ S, 39° 44′ O  | 19° 00′ S, 12° 29′ E  | 5 498         |
| Afrique          | 19° 00′ S, 12° 29′ E  | 19° 00′ S, 35° 51′ E  | 2 460         |
| Océan Indien     | 19° 00′ S, 35° 51′ E  | 19° 00′ S, 44° 15′ E  | 884           |
| Madagascar       | 19° 00′ S, 44° 15′ E  | 19° 00′ S, 49° 06′ E  | 511           |
| Océan Indien     | 19° 00′ S, 49° 06′ E  | 19° 00′ S, 121° 33′ E | 7 628         |
| Australie        | 19° 00′ S, 121° 33′ E | 19° 00′ S, 146° 24′ E | 2 617         |
| Océan Pacifique  | 19° 00′ S, 146° 24′ E | 19° 00′ S, 178° 10′ E | 3 345         |
| Kadavu (Fidji)   | 19° 00′ S, 178° 10′ E | 19° 00′ S, 178° 30′ E | 35            |
| Océan Pacifique  | 19° 00′ S, 178° 30′ E | 19° 00′ S, 179° 52′ O | 172           |
| Totoya (Fidji)   | 19° 00′ S, 179° 52′ O | 19° 00′ S, 179° 51′ O | 2             |
| Océan Pacifique  | 19° 00′ S, 179° 51′ O | 19° 00′ S, 169° 56′ O | 1 044         |
| Niué             | 19° 00′ S, 169° 56′ O | 19° 00′ S, 169° 48′ O | 14            |
| Océan Pacifique  | 19° 00′ S, 169° 48′ O | 19° 00′ S, 70° 19′ O  | 10 475        |
| Amérique du Sud  | 19° 00′ S, 70° 19′ O  | 19° 00′ S, 39° 44′ O  | 3 220         |